# 小行星1687
小行星1687（1687 Glarona）是一颗绕太阳运转的小行星，为主小行星带小行星。该小行星于1965年9月发现。
該小行星以瑞士格拉魯斯州命名。

## 轨道参数
小行星1687的轨道半长轴为3.1505870 UA，离心率为0.183。